# Szo Dongmjong
Szo Dongmjong (hangul: 서동명, handzsa: 徐 東明, RR: Seo Dong-myung, ’ Szamcsok, 1974. május 4. –’) dél-koreai válogatott labdarúgókapus.

## Pályafutása

### Klubcsapatban
1996 és 1997 között a Ulszan Hyundaiban játszott. 1998 és 1999 között katonai szolgálatát töltötte és ekkor a Kimcshon Szangmu katonacsapat játékosa volt. 2000 és 2001 között a Jeonbuk Hyundai Motors, 2002 és 2006 között az Ulszan Hyundai játékosa volt. A 2007–08-as idényben a Puszan IPark kapuját védte.  

### A válogatottban
1995 és 1998 között 21 alkalommal játszott a dél-koreai válogatottban. Tagja volt az 1996. évi nyári olimpiai játékokon szereplő válogatott keretének és részt vett az 1998-as világbajnokságon.

## Sikerei, díjai
Ulszan Hyundai
- Dél-koreai bajnok (2):  1996, 2005